# Monovolumen
Un monovolumen, monoespacio, o miniván es un tipo de carrocería que tiene el compartimento del motor, de pasajeros y baúl integrados en una sola unidad, para aprovechar el espacio de manera óptima. Se distingue de un turismo por la mayor altura (generalmente entre 1,60 y 1,80 metros), y porque el capó y el vidrio delantero son prácticamente paralelos, a diferencia de los vehículos deportivos utilitarios como ejemplo. Los compradores de monovolúmenes suelen ser familias numerosas, que precisan utilizar muchas plazas y cargar muchos objetos frecuentemente, o que desean simplemente un vehículo espacioso.
Se denomina «monovolumen» en español debido a que el automóvil constituye un único cuerpo, o sea diseño de «una caja» (es decir, el parabrisas y el capó son el mismo ángulo). El motor está alojado de tal manera que sobresale muy poco por delante del eje delantero, y está montado más alto e incluso más inclinado que en un turismo, para liberar espacio en el habitáculo. Según el modelo, los asientos se pueden desenganchar y reenganchar o desplazar sobre carriles, plegar o incluso desmontar. Esta «flexibilidad» permite configurar el interior del automóvil de acuerdo con las necesidades del propietario en cada situación. Todos los monovolúmenes tienen portón trasero, y lo usual es que sea muy vertical para aprovechar el espacio que se perdería si el vidrio trasero estuviera más inclinado.

## Etimología
En el idioma español se le denomina también como «monovolumen» a un automóvil dos volúmenes o bicuerpo con un ligero descenso en el capó, en el que se distinguen claramente los dos volúmenes: un volumen para el capó con el motor y otro volumen para el habitáculo, pero con ciertas características de capacidad en cuanto a número o versatilidad de los asientos o el interior.
Minivan (derivado de la palabra «van»), que significa furgoneta o camión pequeño, es un término inglés americano para describir un tipo de «minifurgoneta», por lo general, ya sea de dos volúmenes «bicuerpo», o diseños monovolumen de «una caja» para el máximo volumen interior - y son más altos que un sedán, hatchback, o una familiar o rural. El término «minivan» es usado en Norteamérica, incluyendo México.
En el idioma inglés, dentro del ámbito automovilístico, al monovolumen se le denomina como «one-box design (Monospace o Monovolume)». En el Reino Unido se denomina «multi-purpose vehicle», abreviado MPV (vehículo de múltiples usos), o popularmente «people carrier». En otros idiomas se utiliza generalmente «van» o «minivan» por préstamo del inglés; en algunos casos, ambas palabras presentan un conflicto: «minivan» se refiere a un monovolumen pequeño, y en otros a cualquier monovolumen.
En contraste, un monovolumen pequeño como el Renault Twingo I o Daewoo Matiz no se consideran minivans, aunque en el caso del Twingo, modularidad, esta más o menos presente. El hecho es que en la ampliación de su primera definición, la minivan es un vehículo familiar, no es un coche pequeño, urbano y utilitario. Por lo tanto, los vehículos más pequeños conocidos como monovolumenes hoy en día forman parte del segmento A o segmento B (ejemplo: Opel Meriva, a veces también llamado monovolúmen pequeño).

## Historia

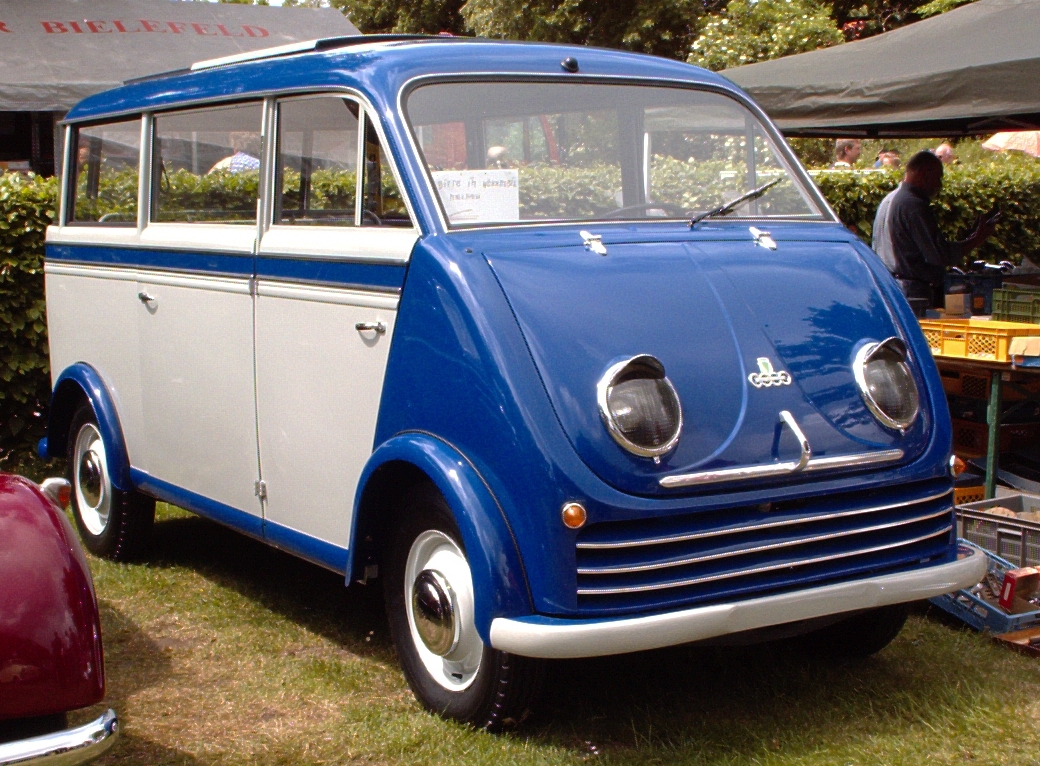
DKW F89 L (1949-1962).

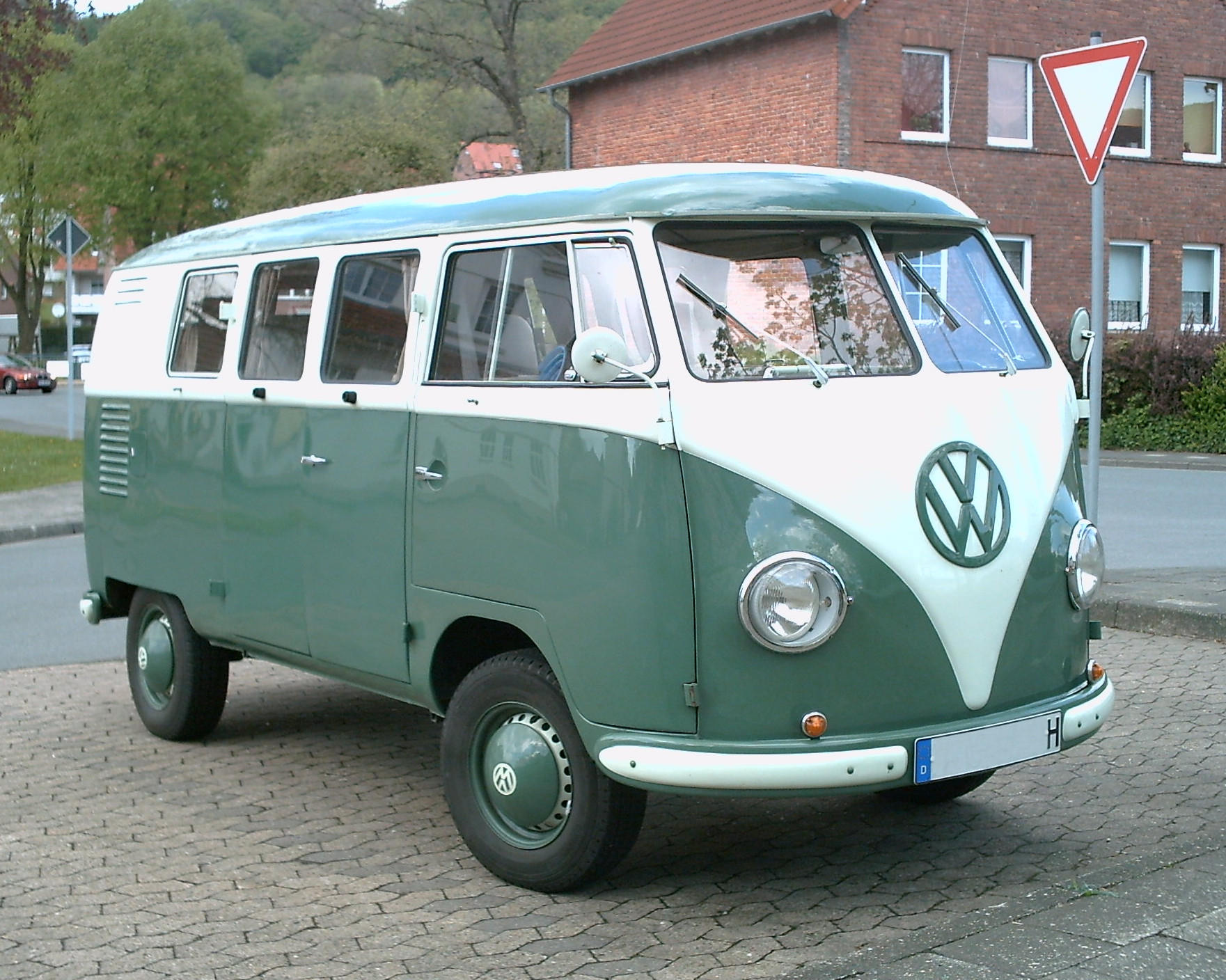
Volkswagen Tipo 2 introducido en 1950.

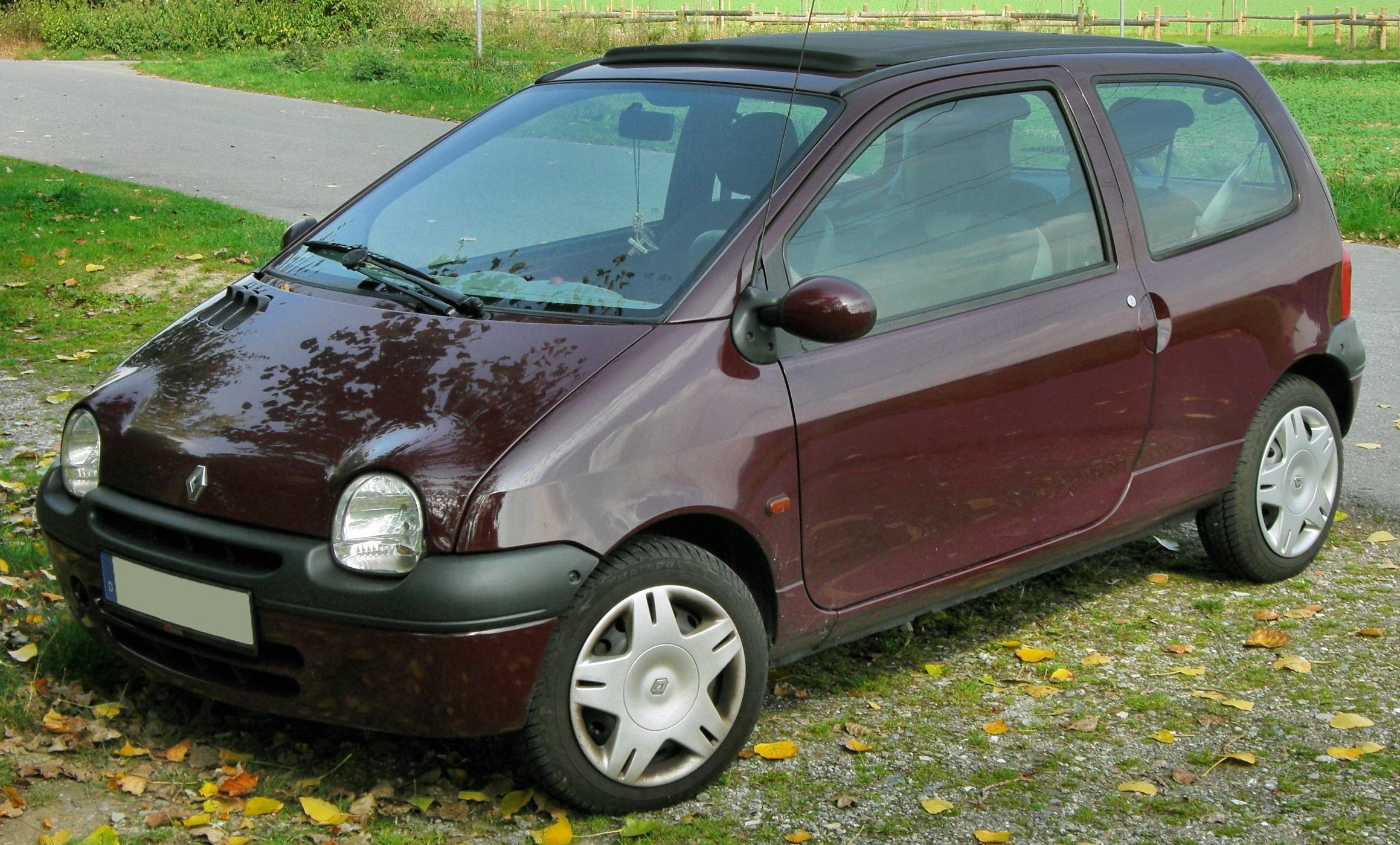
El Renault Twingo original, un monovolumen del segmento A.

El DKW F89 L, fabricado desde 1949 hasta 1962, fue un diseño con ruedas delanteras por delante de la cabina de pasajeros, un corto e inclinado capó aerodinámico, tracción delantera, motor transversal, piso de carga plano a lo largo con asientos y alojamiento de carga flexibles - los ingredientes clave de diseño que describen la configuración moderna de «minivan» popularizado en estos ejemplos tan notables como los Renault Espace y Chrysler Voyager/Caravan.
Otros precursores de monovolúmenes fueron furgonetas compactas. En 1950, el Volkswagen Tipo 2 adaptó una carrocería en forma de autobús al compacto Tipo 1 (Escarabajo). Se colocó el conductor por encima de las ruedas delanteras, sentado detrás de un «morro plano», con el motor montado en la  parte trasera. Este enfoque para el conductor que se coloca en la parte superior del eje delantero se conoce como una «cabina frontal». Las dos puertas laterales con bisagras estaban del lado opuesto al del conductor, con puertas opcionales laterales en el lado del conductor.
Fiat construyó un vehículo similar más pequeño; Multipla basado en el Fiat 600 con el mismo concepto de cabina frontal, disposición del motor y el diseño de la puerta. Los fabricantes japoneses y estadounidenses respondieron con furgonetas compactas desde 1960. Por lo general, sobre la base de los autos compactos con motor delantero con un diseño de motor central delantero, el motor fue montado detrás o debajo del asiento delantero y la parte delantera con un morro plano, vertical. Los ejemplos incluyen el Ford Econoline (1961-1967), Chevrolet Van (1964-1970), Suzuki Carry, y Toyota Hiace.
Cuando Volkswagen presentó una puerta lateral corrediza en su furgoneta en 1968, entonces tenía todas las características que vendría más adelante a definir un «minivan»: longitud, tres filas de asientos orientados hacia adelante, diseño del portón trasero/puerta trasera con bisagras similar a un familiar, puerta lateral corrediza, y a base de los automóviles de turismo.

## Categorías de monovolúmenes
En los últimos años han surgido monovolúmenes en segmentos similares a los de los automóviles de turismo. Actualmente existen aproximadamente cuatro categorías:
- Micromonovolúmenes, de menos de 3,60 metros de largo, correspondientes al segmento A. Ejemplos: Hyundai Atos, Peugeot 1007, Opel Agila.
- Monovolúmenes pequeños o minimonovolúmenes, de longitud entre 3,80 y 4,05 metros, relacionados con modelos del segmento B. Ejemplos: Citroën C3 Picasso, Fiat Idea, Renault Modus, Opel Meriva, Nissan Note.
- Monovolúmenes compactos, de entre 4,15 y 4,50 metros de largo, similar en tamaño a turismos del segmento C. Generalmente tienen cinco plazas, aunque algunos que miden más de 4,35 metros pueden tener dos plazas pequeñas extra. Ejemplos: Citroën C4 Picasso, Ford C-Max, Opel Zafira, Peugeot 5008, Renault Scénic, Toyota Verso, SEAT Altea, Kia Carens. Hay dos casos de configuraciones de dos filas de tres asientos: el Fiat Multipla y el Honda FR-V.
- Monovolúmenes grandes, de longitud superior a los 4,60 metros, basados en modelos del segmento D. Siete u ocho plazas son la norma. Ejemplos: Citroën C8, Chrysler Voyager, Ford S-Max, Peugeot 807, Renault Espace, SEAT Alhambra.